# Всесоюзные межведомственные соревнования по лёгкой атлетике 1934
Чемпионат СССР по лёгкой атлетике 1934 года проходил с 1 по 6 августа в Москве на стадионе «Динамо».

## Медалисты

### Мужчины
| Вид               | 1 место                                                      | Результат | 2 место                         | Результат | 3 место                      | Результат |
| ----------------- | ------------------------------------------------------------ | --------- | ------------------------------- | --------- | ---------------------------- | --------- |
| Бег на 100 м      | Иван Козлов (Ленинград)                                      | 11,0      | Григорий Пужный (Москва)        | 11,1      | М. Грибашов (Москва)         | 11,2      |
| Бег на 200 м      | Роберт Люлько (Москва)                                       | 22,0      | Григорий Пужный (Москва)        | 22,4      | Иван Козлов (Ленинград)      | 22,5      |
| Бег на 400 м      | Роберт Люлько (Москва)                                       | 48,6      | Григорий Пужный (Москва)        | 50,1      | Ф. Долгов (Москва)           | 50,6      |
| Бег на 800 м      | Николай Денисов (Москва)                                     | 1.56,8    | А. Ермаков (Харьков)            | 1.59,3    | А. Якушенко (Москва)         | 1.59,4    |
| Бег на 1500 м     | Серафим Знаменский (Москва)                                  | 4.04,2    | Георгий Знаменский (Москва)     | 4.06,0    | Борис Цельев (Москва)        | 4.11,6    |
| Бег на 5000 м     | Серафим Знаменский (Москва)                                  | 15.12,0   | Георгий Знаменский (Москва)     | 15.41,0   | Моисей Иванькович (Смоленск) | 15.57,8   |
| Бег на 10 000 м   | Серафим Знаменский (Москва)                                  | 31.53,8   | Георгий Знаменский (Москва)     | 32.43,6   | Моисей Иванькович (Смоленск) | 33.14,2   |
| Эстафета 4х100 м  | Динамо (М. Грибашев, Г. Пуцилло, Марк Подгаецкий, Р. Люлько) | 43,1      | Всекомпросвет                   | 43,3      | Профсоюзы                    | 45,1      |
| 110 м с барьерами | А. Безруков (Киев)                                           | 15,9      | Е. Яковлев (Харьков)            | 17,0      |                              |           |
| 400 м с барьерами | Николай Митянин (Баку)                                       | 57,8      | В. Елизаров (Москва)            | 58,3      | Ф. Долгов (Москва)           | 58,5      |
| Прыжок в высоту   | Эдмунд Рохлин (Ленинград)                                    | 1,80      | Д. Рутер (Харьков)              | 1,80      | Георгий Тимченко (Ленинград) | 1,80      |
| Прыжок с шестом   | Николай Озолин (Москва)                                      | 3,80      | Владимир Дьячков (Москва)       | 3,60      | Н. Левицкий (Ростов-на-Дону) | 3,60      |
| Прыжок в длину    | Роберт Люлько (Москва)                                       | 7,185     | Александр Дёмин (Москва)        | 7,10      | Н. Ротмистров (Ленинград)    | 6,67      |
| Тройной прыжок    | Николай Арбузников (Москва)                                  | 14,14     | Иван Антушев (Москва)           | 13,375    | Е. Яковлев (Харьков)         | 13,33     |
| Толкание ядра     | Александр Шехтель (Харьков)                                  | 14,33     | Леонид Митропольский (Москва)   | 14,12     | Сергей Ляхов (Ашхабад)       | 13,72     |
| Метание диска     | Сергей Ляхов (Ашхабад)                                       | 45,15     | В. Архипов (Ленинград)          | 41,25     | Арам Тер-Ованесян (Харьков)  | 41,04     |
| Метание копья     | Я. Томм (Москва)                                             | 58,00     | Анатолий Решетников (Ленинград) | 57,92     | Иван Сергеев (Москва)        | 56,29     |

### Женщины
| Вид              | 1 место                                                      | Результат | 2 место                     | Результат | 3 место                       | Результат |
| ---------------- | ------------------------------------------------------------ | --------- | --------------------------- | --------- | ----------------------------- | --------- |
| Бег на 100 м     | Мария Шаманова (Москва)                                      | 12,6      | Галина Турова (Ленинград)   | 12,7      | Елена Целовальникова (Москва) | 12,7      |
| Бег на 800 м     | В. Васильева (Ленинград)                                     | 2.23,9    | Лидия Фрейберг (Ленинград)  | 2.24,6    | К. Елизарова (Харьков)        | 2.26,5    |
| Эстафета 4х100 м | «Динамо» (Ломакова, Е. Целовальникова, В. Кошуба, Г. Турова) | 50,2      | Профсоюзы                   | 51,2      | Всекомпросвет                 | 51,2      |
| 80 м с барьерами | Галина Турова (Ленинград)                                    | 12,5      | Елена Карпович (Москва)     | 12,8      | Галина Ганекер (Баку)         | 13,2      |
| Прыжок в высоту  | Елена Карпович (Москва)                                      | 1,45      | Ольга Шахова (Ленинград)    | 1,45      | Л. Куликова (Москва)          | 1,45      |
| Прыжок в длину   | Галина Турова (Ленинград)                                    | 5,80      | Мария Шаманова (Москва)     | 5,36      | Н. Раевская (Харьков)         | 5,19      |
| Толкание ядра    | Зинаида Борисова (Москва)                                    | 12,19     | Татьяна Севрюкова (Горький) | 11,23     | Н. Петрунина (Ленинград)      | 10,43     |
| Метание диска    | Галина Турова (Ленинград)                                    | 38,58     | Зоя Синицкая (Харьков)      | 36,18     | Анна Маслова (Ленинград)      | 34,47     |
| Метание копья    | Мария Торопова (Ташкент)                                     | 36,63     | Зинаида Борисова (Москва)   | 31,66     | Анна Маслова (Ленинград)      | 31,50     |

## Командное первенство
1. «Динамо»;
2. ВЦСПС;
3. Всекомпросвет.